# 欧阳斌元
欧阳斌元（1606年—1649年），字宪万，明末清初洪州新建（今江西南昌）人。
幼时聪明好学，受到时人蔡懋德、姜曰广、杨廷麟等推崇，后来与乐平王纲、南昌彭士望以兄弟相称，互相砥砺学问。清兵入关后，跟随吕大器到南京投奔福王，并起草疏劾马士英二十四大罪，因此得罪马士英，为避祸投奔史可法幕下。明亡后，隐居著述，精通天文学，在中国古代天文学方面有突出贡献，著有《文集》十二卷。顺治六年己丑卒，得年四十四。